# Лама ди Сопра (Болоња)
Лама ди Сопра (итал. Lama di Sopra) је насеље у Италији у округу Болоња, региону Емилија-Ромања.
Према процени из 2011. у насељу је живело 23 становника. Насеље се налази на надморској висини од 96 м.